# Liste der Baudenkmale in Riestedt
In der Liste der Baudenkmale in Riestedt sind die Baudenkmale des niedersächsischen Ortes Riestedt aufgelistet. Dies ist ein Teil der Liste der Baudenkmale in Uelzen. Der Stand der Liste ist der 21. November 2021.
Die Quelle der  IDs und der Beschreibungen ist der Denkmalatlas Niedersachsen.

## Riestedt

### Einzeldenkmale
| Lage                                          | Bezeichnung               | Beschreibung | ID       | Bild           |
| --------------------------------------------- | ------------------------- | --- | -------- | -------------- |
| Riestedter Ring 52° 59′ 54″ N, 10° 39′ 5″ O   | Marienkapelle             | Die gotische Kapelle wurde gegen Ende des 14. Jahrhunderts erbaut. Es ist ein Backsteinbau mit einem Westturm. Im Jahre 1862 wurde die Kirche mit Ziegel ummauert. Das Chorgewölbe steht auf Frauenkopfkonsolen, ähnlich wie in der Apostelkapelle in Uelzen. | 31007689 | Weitere Bilder |
| Riestedter Ring 52° 59′ 54″ N, 10° 39′ 4″ O   | Gefallenendenkmal         | Drei Stelen mit Namen von Gefallenen des Ersten und Zweiten Weltkriegs, auf über Stufen erreichbarem Findlingssockel. | 31007706 | BW             |
| Riestedter Ring 3 52° 59′ 52″ N, 10° 39′ 3″ O | Wohn-/ Wirtschaftsgebäude | Traufständiges Vierständer-Fachwerkgebäude mit Backsteinausfachung, unter ziegelgedecktem Satteldach. Straßenseitig Zwerchhaus. Errichtet 1847 (i). Das Grundstück wird durch eine Backsteinmauer zur Straße eingefriedet.                                    | 31007723 | BW             |
| Riestedter Ring 5 52° 59′ 55″ N, 10° 39′ 2″ O | Wohn-/ Wirtschaftsgebäude | Massives Wohn-/Wirtschaftsgebäude unter ziegelgedecktem Satteldach, quergelagerter Wohnteil mit Zwerchhaus. Erbaut 1878 (i). | 31007741 | BW             |